# Casimiro Piccolo
Casimiro Piccolo di Calanovella (né à Palerme le 26 mai 1894 et mort à Capo d'Orlando le 4 décembre 1970) est un peintre et ésotériste italien.

## Biographie
Casimiro Piccolo issu d'une famille aristocratique est le fils du baron Giuseppe Piccolo di Calanovella et de Donna Teresa Tasca Filangeri di Cutò et le frère du poète Lucio Piccolo. Cousin de Giuseppe Tomasi di Lampedusa, à partir de 1932, lui, sa mère, son frère et sa sœur Agata Giovanna fuient les mondanités de Palerme et choisissent l' isolement dans leur maison familiale Villa Piccolo, située sur les collines de Capo d'Orlando,.
Spécialiste de la métapsychique et de l'occultisme, il semble que dans sa jeunesse, à Palerme, Casimiro ait été membre de la franc-maçonnerie et de la Société théosophique, même s'il n'existe aucun témoignage direct ou documentaire à ce sujet. Il était un lecteur assidu des revues européennes de l'époque et des publications à caractère scientifique, psychologique et mystérieux, surtout en anglais et en français,.
Jeune, il étudie à Rome, et de nombreuses aquarelles de sa jeunesse nous sont parvenues avec des portraits de famille, des plantes ou des paysages, dans le style de la peinture sicilienne de la fin du XIXe  et du début du  XXe siècle. Il est surtout connu pour ses aquarelles à fond ésotérique et magico-symbolique de la période de maturité, peintes à partir des années 1930, dont les sujets préférés sont les personnages fantastiques qu'il rapporte avoir rencontrés lors de ses promenades nocturnes dans les jardins et les avenues de Villa Piccolo, parmi lesquels des elfes, des fées, des gnomes, des lutins et d'autres personnages des bois, que Bent Parodi compte parmi les « esprits élémentaires »,.
Parallèlement à son amour de la peinture, il a une passion pour la photographie, avec des milliers de clichés, aujourd'hui conservés dans le musée géré par la Fondazione Famiglia Piccolo de Calanovella, qu'il a créé en 1970 dans la villa familiale. On retient surtout ses portraits photographiques des villages des Nebrodi et des hommes et femmes de l'immédiat après-guerre (paysans, pêcheurs, lavandières), témoignages d'une Sicile profonde disparue,.